# 4551 Cochran
4551 Cochran је астероид главног астероидног појаса чија средња удаљеност од Сунца износи 2,429 астрономских јединица (АЈ).
Апсолутна магнитуда астероида је 14,0.